# Chicken Huntin’
«Chicken Huntin’ (Slaughterhouse mix)» — песня группы Insane Clown Posse с альбома Riddie Box; первая песня «Клоунов», содержащий музыкальное видео. Оригинал песни есть на альбоме Ringmaster.

## Содержание
Лейтмотивом этой песни является расизм, убийства быдла, которое в песне называют "курами". Концепция связана с анти-группой фанатизма, философии, основанной на опыте члена ICP, Джо Брюса. Будучи подростком, Джо жил в Северной Каролине, где его брат, Роберт Брюс, служил в армии. Там Джо столкнулся с ненавистью, направленной на афроамериканцев (расизмом).
Брюс говорил, что композиция не является песней про южан. Он заявил, что «если ты жлоб, и ты не расист, то, очевидно, ты знаешь, что я не разговаривал о тебе. А разговаривал я о расистском грёбаном быдле, которые е*ут своих дочерей. Меня от этого просто тошнит».

## Музыкальное видео
После подписания контракта с Jive records и новым лейблом, Battery records, группа получила средства для производства музыкального видео и песни. Джо и Роберт Брюсы разработали свои собственные концепции для видео, но режиссёр изменил свои планы и окончательную концепцию и, вопреки признакам ICP, выполняющие действия, которые Джо Брюс описал как "некоторые из самых глупых вещей, я никогда не слышал", так как группа и лейбл были разочарованы видео, оно не было выпущено в то время, позже видео появилось на сборнике Psychopasic: The Videos в 2007 году.
Клип для «Slaughter house Mix» был снят на State Theatre во время концерта Insane Clown Posse. Директор видео искал Insane clown posse для выполнения песни несколько раз, чтобы получить кадры из всех углов, но группа отказалась повторять песню так как это был ещё концерт не только видео-съёмка. Видео было снято только с группой, выполняющей песню один раз. Оригинальная версия «Chicken Huntin’» была использована для видеосъёмки, так как поклонники ещё не были знакомы с ремиксом. Это привело Jive records в ярость, но проблем не было, и Violent j позже сослался на видео как "Это наши свежие видео из всех, которые были".

## Ремиксы и кавер-версии
Как только группа начала производство третьей джокер-карты, «Riddie Box», Jive records начал производить ремикс на песню, которая была отклонена Insane Clown Posse, ведущий группы производил собственныу ремиксы,один из которых вошёл в третью джокер карту. В 2009 году продюсер Mike E Clark сделал третий ремикс для "Psychopathic Murder Mix volume 1". В этом же 2009г кавер-версия появила в песне Esham’а «Bomb Ass Podcast» в июне.

## Список композиций
| №  | Название                                | Текст песни | Музыка                                      | Producer(s)                                            | Длительность |
| -- | --------------------------------------- | ----------- | ------------------------------------------- | ------------------------------------------------------ | ------------ |
| 1. | «Chicken Huntin' (Slaughterhouse Mix)»  | ICP         | Mike E. Clark/D. Greenburg/H. Dodd/M. Niles | Mike E. Clark, D. Greenburg, H. Dodd, M. Niles and ICP |              |
| 2. | «Chicken Huntin' (Slaughterhouse Inst)» | ICP         | Mike E. Clark/D. Greenburg/H. Dodd/M. Niles | Mike E. Clark, D. Greenburg, H. Dodd, M. Niles and ICP |              |
| 3. | «I Didn't Mean to Kill Him»             | ICP         | Mike E. Clark                               | Mike E. Clark and ICP                                  |              |
| 4. | «Fabulous»                              | ICP         | Mike E. Clark                               | Mike E. Clark and ICP                                  |              |
| 5. | «Riddle Box Sampler»                    | ICP         | Mike E. Clark                               | Mike E. Clark and ICP                                  |              |
| 6. | «Chicken Huntin' (Original Recipe)»     | ICP         | Mike E. Clark                               | Mike E. Clark and ICP                                  |              |